# Cornelis Eliza Bertus Bremekamp
Cornelis Eliza Bertus Bremekamp, född 7 februari 1888 i Dordrecht, död 21 december 1984 i Bilthoven, var en nederländsk botaniker.
Bremekamp utbildades vid universitetet i Utrecht och utförde botanisk forskning i Indonesien och Sydafrika. Mellan 1924 och 1931 var han professor vid Transvaal University College i Pretoria, där han studerade släktet Pavetta samt samlade växter från norra Transvaal, Rhodesia och Moçambique. Han studerade även måreväxter och akantusväxter vid herbariumet i Bilthoven.
Alkantussläktet Bremekampia och arten Toddaliopsis bremekampii är uppkallade efter honom.
Auktorsnamnet Bremek. kan användas för Cornelis Eliza Bertus Bremekamp i samband med ett vetenskapligt namn inom botaniken; se Wikipediaartiklar som länkar till auktorsnamnet.